# Riacho da Cruz
Riacho da Cruz est une municipalité brésilienne située dans l'État du Rio Grande do Norte.